# Dublin (New Hampshire)
Dublin is een gemeente in het Amerikaanse gebied Cheshire County, New Hampshire.

## Historie
In 1760 werd de locatie van Dublin voor het eerst permanent bewoond toen Henry Strongman zich hier vanuit Peterborough vestigde. Andere kolonisten volgden al snel. In 1771 werd de nederzetting officieel vernoemd naar de geboorteplaats van Strongman: Dublin, Ierland. In 1870 stemde een deel van de bewoners van Dublin om zich af te scheiden en verder te gaan onder de naam Harrisville. Hiermee effectief het bewonersaantal halverend.

## Trivia
- Mark Twain heeft gedurende twee zomers in Dublin gewoond.

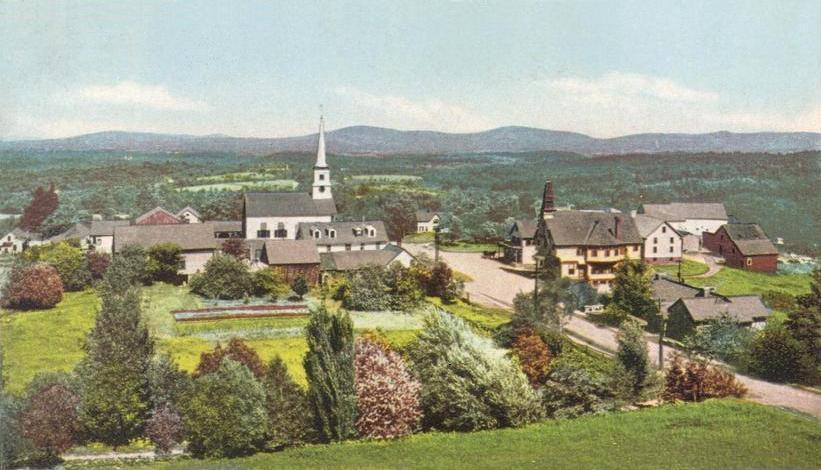
Overzicht van Dublin